# Battle Monument (West Point)
Il Battle Monument (monumento alla battaglia) è un monumento costituito da una grande colonna dorica sormontata da una figura di donna alata, situato a "Trophy Point", nell'Accademia Militare degli Stati Uniti di West Point, Stato di New York. 
Progettato da Stanford White, è stato dedicato nel 1897 ai veterani della guerra civile americana. La colonna, alta 14 m e con diametro di 150 cm, è ritenuta la più grande in granito lucidato dell'emisfero occidentale.  Sui cannoni alla base del monumento sono incisi i nomi dei 2.230 fra ufficiali e soldati della guerra civile. Alla sommità della colonna è posta una statua di donna alata, disegnata da Frederick MacMonnies, a rappresentare la Fama.